# Quedenfeldtia
Quedenfeldtia is een geslacht van hagedissen die behoren tot de gekko's en de familie Sphaerodactylidae.

## Naam en indeling
De wetenschappelijke naam van de groep werd voor het eerst voorgesteld door Oskar Boettger in 1883. Er zijn twee soorten, de hagedissen werden eerder tot het geslacht van de naaktvingergekko's (Gymnodactylus) gerekend.
De geslachtsnaam Quedenfeldtia is een eerbetoon aan de Duitse entomoloog en keverexpert Max Quedenfeldt (1851 – 1891).

## Verspreiding en habitat
De hagedissen komen voor in delen van noordelijk Afrika en leven endemisch in Marokko, inclusief de Westelijke Sahara. De habitat bestaat uit rotsige omgevingen.

## Beschermingsstatus
Door de internationale natuurbeschermingsorganisatie IUCN is aan beide soorten een beschermingsstatus toegewezen. Een soort wordt beschouwd als 'veilig' (Least Concern of LC) en de andere als 'gevoelig' (Near Threatened of NT).

## Soorten
Het geslacht omvat de volgende soorten, met de auteur en het verspreidingsgebied.
| Naam                          | Auteur          | Verspreidingsgebied                  | Beschermingsstatus |
| ----------------------------- | --------------- | ------------------------------------ | ------------------ |
| Quedenfeldtia moerens         | Chabanaud, 1916 | Westelijk Marokko, Westelijke Sahara |                    |
| Quedenfeldtia trachyblepharus | Boettger, 1874  | Zuidwestelijk Marokko                |                    |